# Nemophora
Genre
Nemophora est un genre d'insectes de l'ordre des lépidoptères (papillons), de la famille des Adelidae.

## Liste des espèces rencontrées en Europe
- Nemophora albiciliellus (Staudinger 1859)
- Nemophora amatella (Staudinger 1892)
- Nemophora associatella (Zeller 1839)
- Nemophora barbatellus (Zeller 1847)
- Nemophora basella (Eversmann 1844)
- Nemophora bellela (Walker 1863)
- Nemophora canalella (Eversmann 1844)
- Nemophora congruella (Zeller 1839)
- Nemophora cupriacella (Hübner 1819)
- Nemophora degeerella (Linnaeus 1758)
- Nemophora dumerilella (Duponchel 1839)
- Nemophora fasciella (Fabricius 1775)
- Nemophora istrianellus (Heydenreich 1851)
- Nemophora metallica (Poda 1761)
- Nemophora minimella (Denis & Schiffermüller 1775)
- Nemophora mollella (Hübner 1813)
- Nemophora ochsenheimerella (Hübner 1813)
- Nemophora pfeifferella (Hübner 1813)
- Nemophora prodigellus (Zeller 1853)
- Nemophora raddaella (Hübner 1793)
- Nemophora violellus (Herrich-Schäffer in Stainton 1851)